# Gianantonio Davia
Gianantonio Davia (né le 13 octobre 1660 à Bologne, en  Émilie-Romagne, alors dans les États pontificaux, et mort le 11 janvier 1740 à Rome) est un cardinal italien du XVIIIe siècle.

## Biographie
Gianantonio Davia est magistrat à Bologne et va à Rome sur demande du pape Innocent XI. Il est internonce à Bruxelles en 1687. Il est élu archevêque titulaire de Thèbes (de) en 1690 et est envoyé comme nonce apostolique à Cologne, puis en Pologne en 1696 et en Autriche (en) de 1700 à 1706. Il est transféré au diocèse de Rimini en 1698.
Le pape Clément XI le crée cardinal lors du consistoire du 8 mai 1712.  Le cardinal Davia est légat apostolique à Urbino et en Romagne. Il renonce au gouvernement de son diocèse en 1726 et devient préfet de la Congrégation de l'Index et ministre du roi d'Angleterre à Rome.
Le cardinal Davia participe au conclave de 1721, lors duquel Innocent XIII est élu pape, et à ceux de 1724 (élection de Benoît XIII) et de 1730 (élection de Clément XII). 
Plusieurs fois, il est suspect de philojansénisme, mais le futur pape Prospero Lambertini (futur  Benoît XIV) le défend.

## Succession apostolique
Gianantonio Davia a ordonné les évêques suivants :
- Évêque Otto Wilhelm von Bronckhorst zu Gronsfeld (de), S.I. (1693)
- Évêque Jan Dłużewski (pl) (1696)
- Archevêque Teodor Andrzej Potocki (1699)
- Évêque Fulvio Salvi (it) (1713)